# Vít Olmer
Vít Olmer (ur. 19 czerwca 1942 w Pradze) – czeski reżyser, scenarzysta i aktor filmowy i telewizyjny.

## Życiorys
Urodził się 19 czerwca 1942 roku w Pradze. W dzieciństwie występował w teatrze kukiełkowym prowadzonym przez ojca. W wieku ośmiu lat stracił matkę, od tego czasu wychowywany był przez ojca. W 1964 r. ukończył studia na Wydziale Teatralnym Akademii Muzycznej w Pradze. Po ukończeniu studiów reżyserskich realizował filmy dokumentalne, które przyniosły mu uznanie, ale po debiucie przy filmie fabularnym Także ahoj przez dziesięć lat był objęty zakazem pracy reżyserskiej. W tym czasie pracował jedynie w dubbingu i czasem realizując własne programy. Powrócił do kręcenia filmów w 1980 roku, tworząc początkowo filmy o tematyce młodzieżowej, a następnie komedie społeczno-obyczajowe.
Laureat nagród na festiwalach filmowych w Karlovych Warach, Krakowie, Oberhausen i Monte Carlo.